# Laan van Meerdervoort

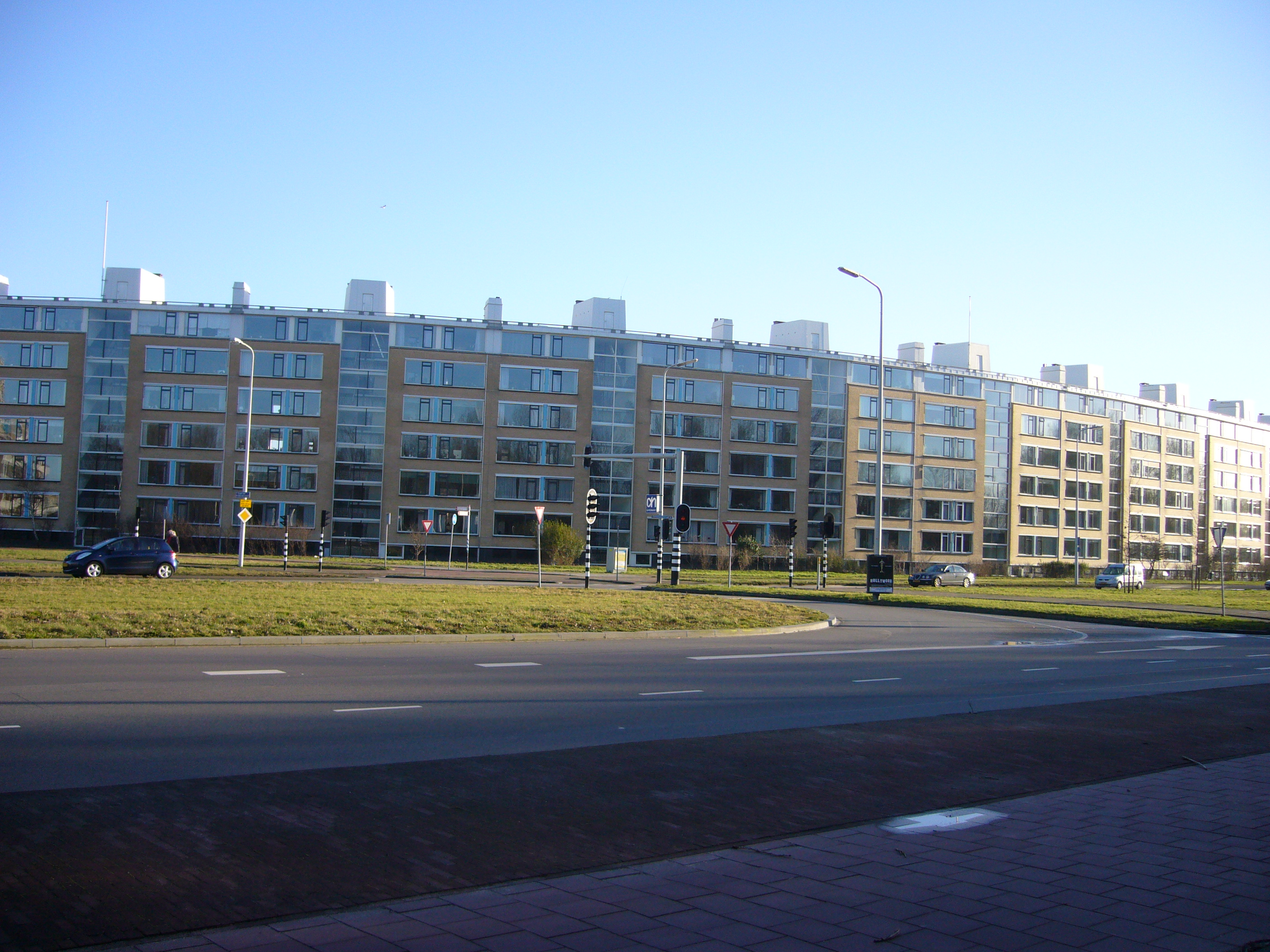
De Chinese Muur en het einde van de Laan van Meerdervoort

De Laan van Meerdervoort is een straat van 5800 meter lang in Den Haag. Vanwege deze lengte wordt de laan ook wel 'Lange Leen', 'Laan van Enzovoort' en 'Laan van bouwmaarvoort' genoemd. Een vermelding van het pad dat nu de straat Laan van Meerdervoort is, stamt uit 1769. Dit pad volgde echter wel een andere route en was alleen als toegangspad bedoeld. De huidige naam stamt uit 1904.
De Laan van Meerdervoort, voorheen 'Dekkerslaantje', is naar een oude boerderij buiten de Haagse grachtengordel genoemd. Daar ligt thans de buurt Willemspark. De boerderij lag ongeveer bij het huidige kruispunt van Javastraat, Zeestraat, Scheveningseweg en Laan van Meerdervoort, dat is waar de Laan van Meerdervoort begint. Tussen 1875 en 1960 is deze straat in de richting van Kijkduin en Loosduinen langzaam maar zeker volgebouwd. Architect Berlage had het plan de laan te laten lopen van Hoek van Holland tot Wassenaar, maar dat is nooit gebeurd.

## Verloop
De Laan van Meerdervoort vormt de denkbeeldige scheidslijn tussen de zandgrond van de duinen enerzijds, waarop de Hagenaars woonden en anderzijds de veengronden, waarop de Hagenezen waren gehuisvest.
Van de Zeestraat tot de Carnegielaan is het een smalle straat met eenrichtingverkeer; tot aan de Conradkade is de laan wat breder. Van de Suezkade tot de Kijkduinsestraat (ruim vier kilometer) is het een brede laan met gescheiden rijbanen. Alleen waar de laan de Bomen- en Bloemenbuurt doorsnijdt, wordt de straat nog door monumentale bomen geflankeerd.
Verschillende drukke kruispunten zijn gemarkeerd met opvallende gebouwen, zoals het Cornerhouse uit 1929. Samen met de Panoramaflat, een torenflat uit 1962 bij het Verversingskanaal vormt dit de toegang tot de binnenstad. De daar gelegen brug over het Verversingskanaal is voorzien van beeldhouwwerk door Dirk Wolbers. Verderop kruist de laan de Beeklaan en de Valkenboslaan in een markante "zessprong", en daarna de Fahrenheitstraat met op de hoek een groot en geel in art deco uitgevoerd complex met winkelgalerij uit 1925, ontworpen door de architect A.J. Westerman. Vroeger heette dit complex toepasselijk 'West-End' en was er een bioscoop, nu zijn er alleen winkels in gevestigd.
Voorbij de Valkenbosvaart treedt een versmalling op, nabij het kruispunt met de Goudenregenstraat, met aan weerszijden enkele voorbeelden van expressionistische woningbouw en doorlopende bebouwing en kleine villa's. Sinds 1906 is er een remise van de HTM.
Na de Bethlehemkerk is de laan weer breed en statig, met een dubbele rij iepen, en loopt hij merkbaar omlaag. Een lange rij gelijkvormige woningen, maar met een ritmische afwisseling door het gebruik van overstekende daken, erkers en witte lateien in de bouwstijl van de Nieuwe Haagse School, onderbroken met ruime waterpartijen tot aan Pioenweg, is bekend als het 'artsenrijtje' vanwege het grote aantal artsen dat hier praktijk aan huis had. Deze huizen zijn ontworpen door de architect J.W. van der Weele, die ook onder meer het Haagse Asta-theater op zijn naam heeft staan.
Bij de kruising met de Thorbeckelaan verschilt de bouwstijl van de betonnen Thorbecketoren (1969, architect P. Zanstra, 63 meter hoog) sterk van de appartementenwoningen uit de periode 1940–1960. Schuin tegenover de toren, op de hoek van het De Savornin Lohmanplein en de Laan van Meerdervoort, verrees in 1955 een groot flatgebouw speciaal bedoeld voor alleenwonende vrouwen, ontworpen door het architectenechtpaar Pot-Keegstra in samenwerking met G. Westerhout. Vervolgens loopt de laan langs hoge gevelwanden uit het begin van de jaren 50, dwars door het park Landgoed Meer en Bos naar zijn einde aan de Kijkduinsestraat met flats en andere woonblokken uit de jaren vijftig en zestig. Het laatste gebouw is een opvallend langgerekt wooncomplex met een bocht erin, dat de Chinese Muur wordt genoemd.

## Verkeerslichten
Het drukke en onoverzichtelijke kruispunt Anna Paulownastraat/Laan van Meerdervoort was in 1928 het eerste kruispunt in Nederland dat van enkelvoudige verkeerslichten (stoplichten) werd voorzien. Door de fabrikant verkeerssein genoemd, met gekleurde neonringen.

## Tram

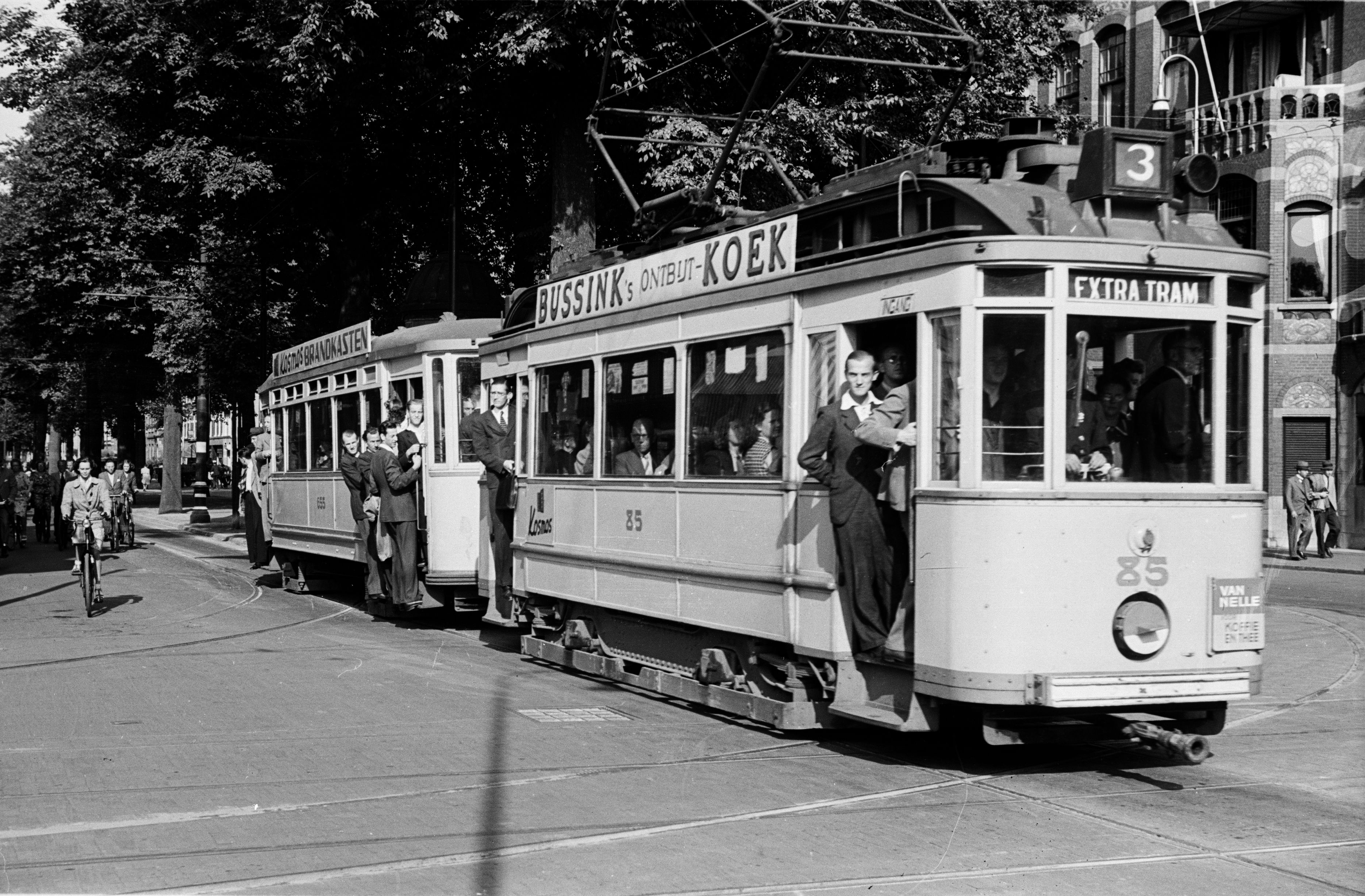
Tramlijn 3 in oorlogstijd op de Laan van Meerdervoort

In 1887 kwam paardentram lijn C via de Zoutmanstraat tot aan maar niet op de Laan van Meerdervoort. In 1904 volgde verlenging en reed voor het eerst een paardentram echt op de Laan van Meerdervoort. In 1906 werd dit een elektrische tramlijn: tramlijn 3 reed toen tot aan de Groot Hertoginnelaan over de Laan van Meerdervoort. Na 1925 ging lijn 3 een tweede deel van de laan volgen, vanaf het Valkenbosplein richting Goudenregenstraat.
In 1966 werd het De Savornin Lohmanplein bereikt via de Laan van Meerdervoort. Lijn 3 verliet tot 16 oktober 2004 de Laan van Meerdervoort bij de Zoutmanstraat, circa 600 meter voor het begin van de laan bij de Zeestraat. Nadien sloeg lijn 3 ca. 300 meter eerder af en reed deze via de voormalige route van lijn 10 naar het centrum. In 2007 werd lijn 3 vervangen door RandstadRail 3. Nu rijden RandstadRail 3 en RandstadRail 34 over dit traject. Het verlaten deel van de Laan van Meerdervoort werd sindsdien bereden door lijn 17, later vervangen door tram 16. In 2023 gaat lijn 17 het weer overnemen. 
In 1906 kwam tramlijn 7 erbij. Via de gehele Javastraat en Laan van Meerdervoort reed deze lijn tot de keerlus op het Valkenbosplein, waar lijn 3 dan ook zijn eindpunt had. Lijn 7 bleef tot de opheffing in 1966 een of twee delen van de Laan van Meerdervoort berijden en reed tussen het Bezuidenhout en het De Savornin Lohmanplein, via de Boslaan en Jan van Nassaustraat. Het eenrichtingsverkeer in het krappe deel gold niet voor de tram, ook al waren dat soms wel drie lijnen.
Het krappe gedeelte tussen de Zeestraat en de Carnegielaan/Groot Hertoginnelaan, waar sinds 1966 geen trams meer rijden, werd door het grootste aantal tramlijnen bereden. In de loop der jaren reden daar in totaal acht tramlijnen: 2, A, 1, 7, 13, 15 (1e), 15 (4e) en 21.
Tramlijn 12 (station HS-Duindorp) rijdt over de Laan van Meerdervoort vanaf de Edison- t.o. Fahrenheitstraat tot de afslag Goudenregenstraat. Even verderop ligt de toegang van de in 1906 gebouwde remise Lijsterbesstraat. Nu staat daar het materieel van tramlijnen 6 en 12.
Van 1928 tot 1963 reden ook trams van lijn 5 (vanaf de Prinsessegracht), lijn 20 (vanaf de Grote kerk) en lijn 2 (opvolger tramlijn 20) een periode over de Laan van Meerdervoort tussen de Laan van Eik en Duinen en de Pioenweg, later de Muurbloemweg (Meer en Bos). Tussen 1928 en 1937 reed ook lijn 21 deels over de Laan van Meerdervoort, naar de Sportlaan; die werd in 1937 opgevolgd door lijn 2. Deze sneuvelde in de Tweede Wereldoorlog wegens de aanleg van de Atlantikwall. In 1948 kwam er een nieuwe tramlijn 2, tussen de Laan van Eik en Duinen en Meer en Bos. Dat was het verste eindpunt op de Laan van Meerdervoort tot 1985. In 1963 werden tram 2 en 5 opgeheven, en daarmee de tramlijnen op de Laan van Meerdervoort teruggetrokken tot het De Savornin Lohmanplein. Maar in 1985 zou dit punt opnieuw gepasseerd worden, toen tramlijn 3 verlengd werd naar Loosduinen. Die reed sindsdien bijna tot het einde van de Laan van Meerdervoort, tot aan de Aaltje Noorderwierstraat. In 2007 werd dit RandstadRail 3. Tussen 1916 en 1927 reed ook de unieke lijn A (Staatsspoor-Statenkwartier) gedeeltelijk over de Laan van Meerdervoort, in 1927 vervangen door lijn 1, die tot in 1958 reed.

## Bus
Ook hebben een flink aantal buslijnen korte of langere tijd gedeelten van de laan bereden. Tot in 1955 waren dat buslijn E, G, L, en M. Vanaf 1955 waren dat buslijn 2, 4, 7, 13, 14, 15, 19, 21, 23, 24, 32, en 37 (buslijn 37 was de opvolger van buslijn 7).

## Bijzondere gebouwen

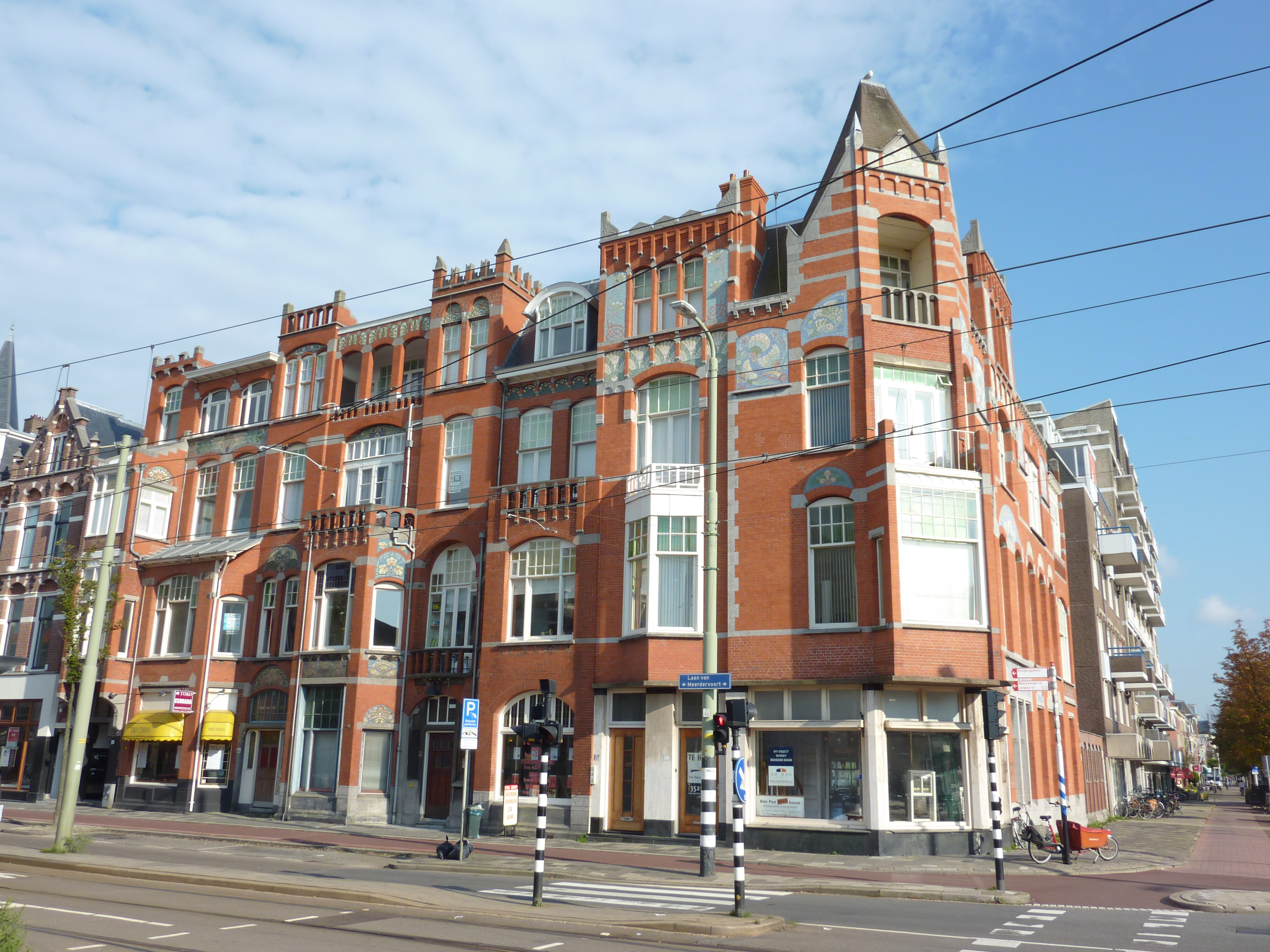
Laan van Meerdervoort 164-168 met opvallende jugendstil-tegeltableaus

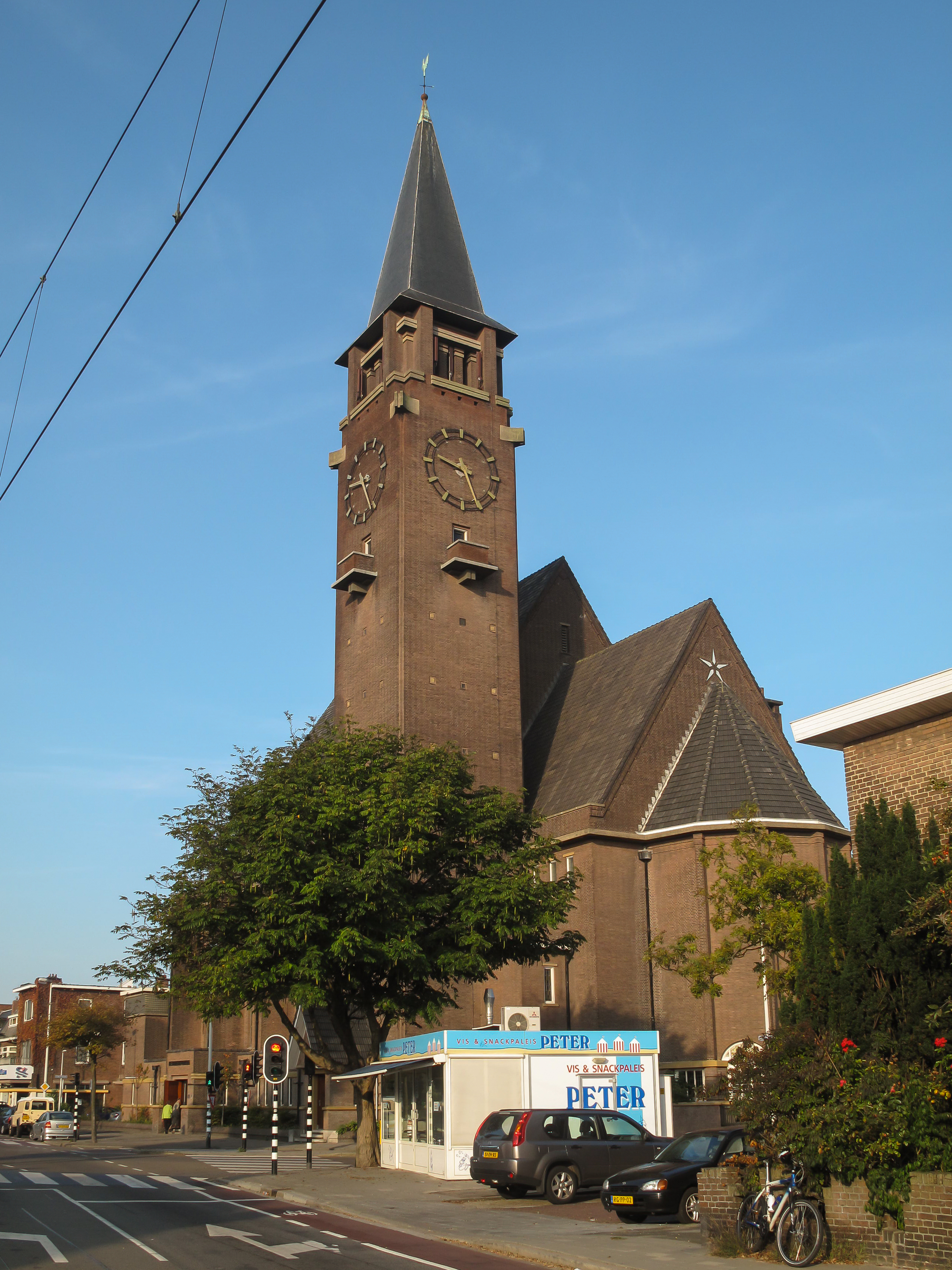
Bethlehemkerk in de Bloemenbuurt

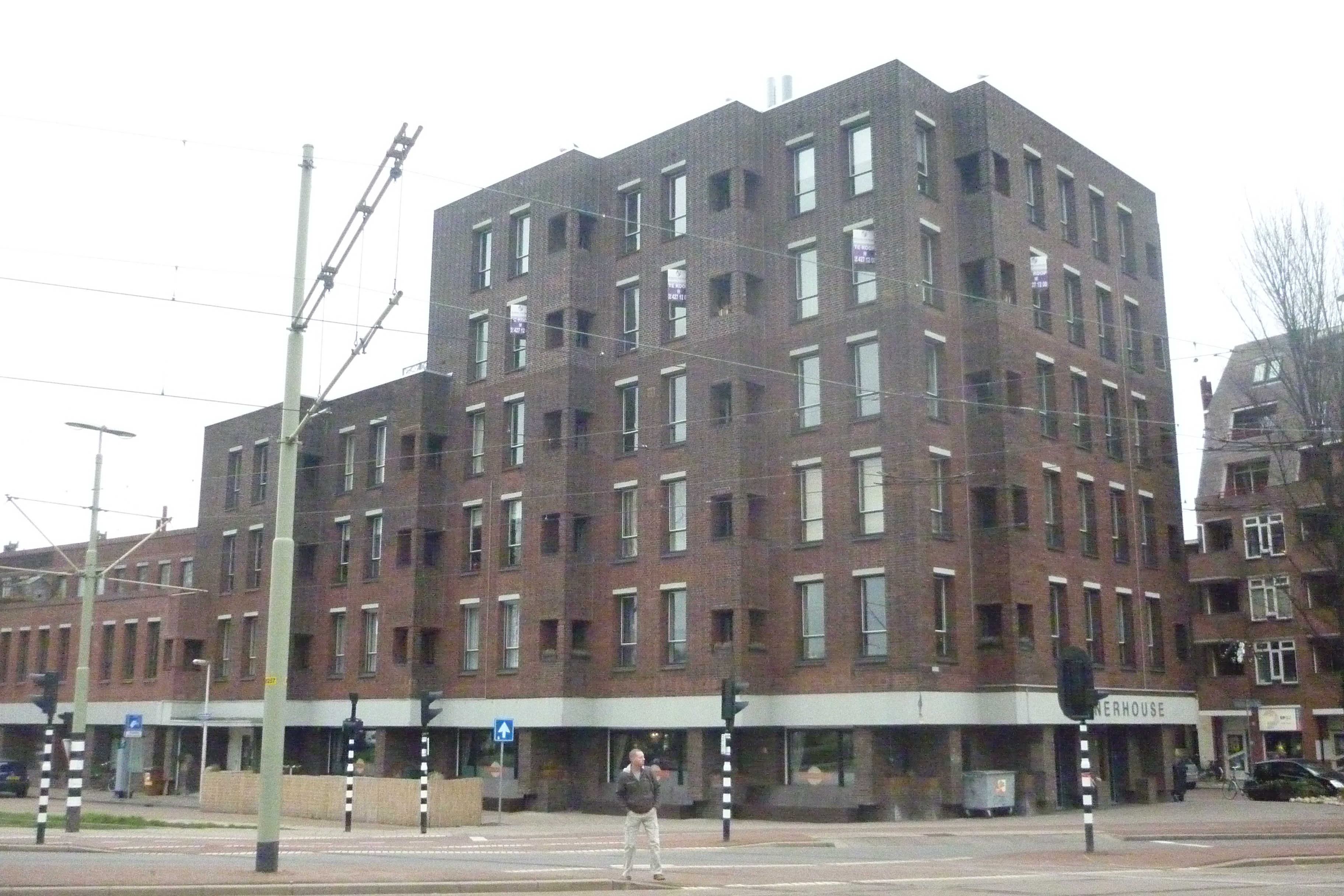
Cornerhouse op hoek Conradkade

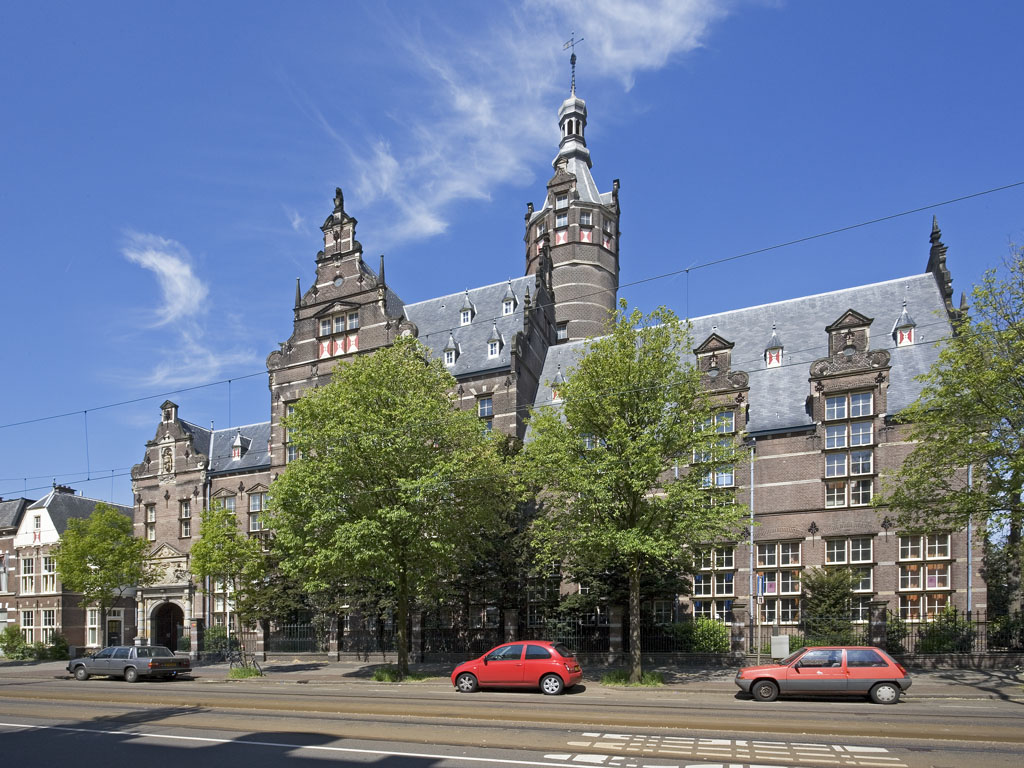
Gymnasium Haganum in Duinoord

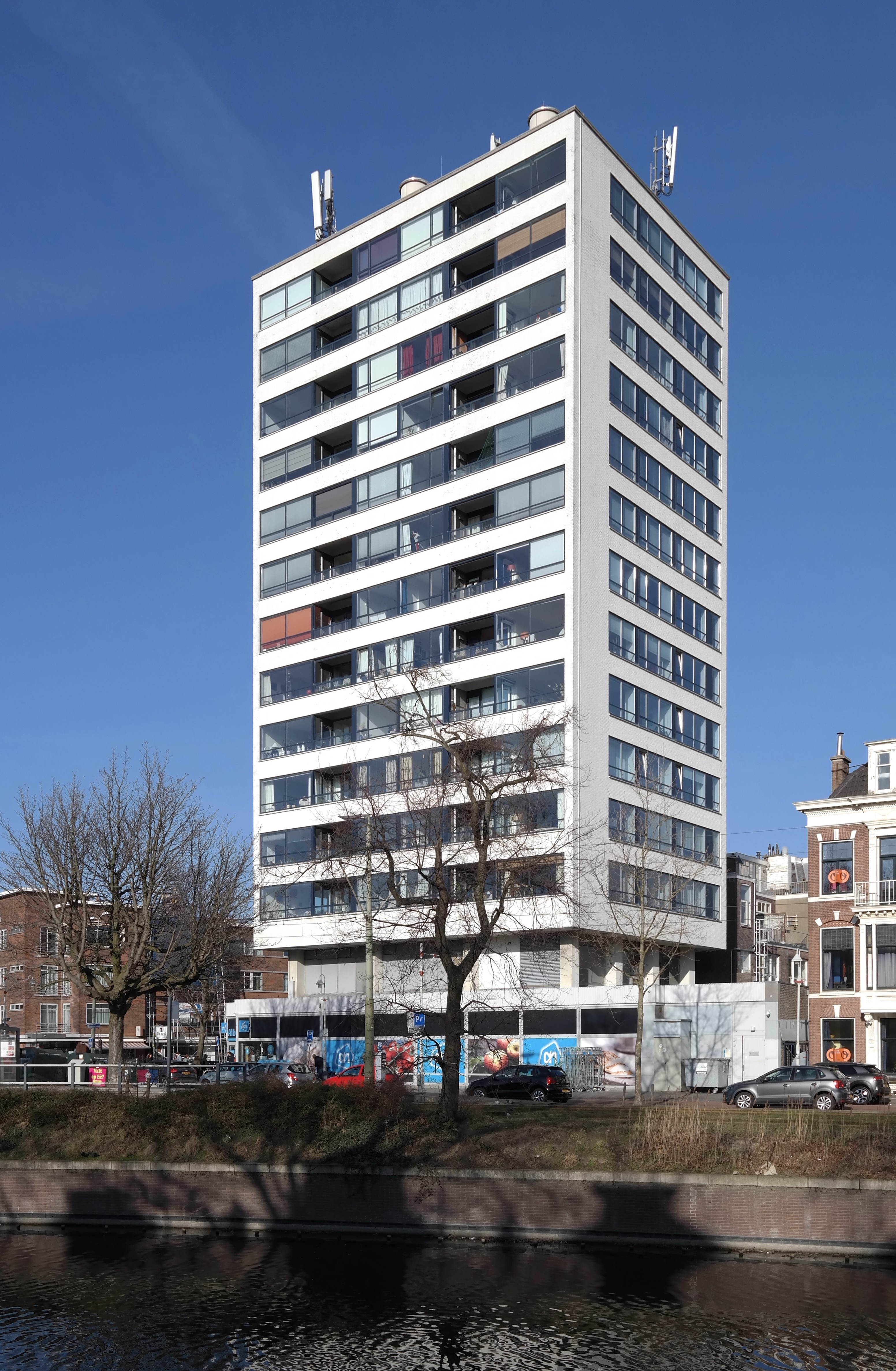
Panoramaflat t.o. Suezkade

De Laan van Meerdervoort telt 21 rijksmonumenten en vele andere markante gebouwen:
| 6                                                              | Tampat Senang, het oudste Indische restaurant van Den Haag (sinds 1922); in 1904 is dit pand begonnen als restaurant Oost en West. In 2016 ging dit bedrijf failliet.                                                      |
| 7                                                              | De Mesdag Collectie (het bekendere Panorama Mesdag is vlakbij: om de hoek in de Zeestraat) |
| 9                                                              | Woonhuis van de schilder Hendrik Willem Mesdag. |
| 50 b en c                                                      | Dans- en Medisch Instituut, een modernistisch gebouw ontworpen door Jan Wils (1921) |
| 52                                                             | Appartementengebouw Oldenhove (1930) met torentje, in Amsterdamse Schoolstijl gebouwd naar ontwerp van F.A. Warners. Onder anderen freule Wttewaal van Stoetwegen woonde daar.                                             |
| 57                                                             | Gymnasium Haganum (1905-1907), een schoolgebouw met hoge toren en binnenplaats, gebouwd in neorenaissancestijl. |
| 70                                                             | Bertha von Suttner Building, het internationale huis van de Vrede en Mensenrechten. |
| 84                                                             | Voormalig Diaconessenziekenhuis Bronovo van 18?97 tot 1932, gebouwd door architect P.F.W. Mouton (1879). Nu verbouwd tot appartementencomplex.                                                                             |
| 150                                                            | Eerste ooglaboratorium van Nederland (oculisten) voor vervaardiging van oogprothesen. |
| 164-168                                                        | Complex herenhuizen met kleurige art-nouveau tegeltableaus van Plateelbakkerij Rozenburg, gebouwd in 1903 door J. Olthuis.                                                                                                 |
| 207-209                                                        | Cornerhouse, ontworpen door Jan Grijpma, appartementengebouw uit 1928. Daarvoor was hier spoordriehoek voor de HIJSM-stoomtram.                                                                                            |
| 211                                                            | Huishoudschool Laan van Meerdervoort, ontworpen door J. van Nieukerken in 1899, tot 2005 politiebureau, nu appartementencomplex.                                                                                           |
| 215                                                            | Herenhuis (circa 1905) met uitbundige art-nouveau-gevel uitgevoerd in zandsteen van de Haagse Kunstzandsteenfabriek Kranenburg naar ontwerp van de beeldhouwer J.W. Symolt.                                                |
| 218-220                                                        | Panoramaflat (1962), een voorbeeld van functionalistische architectuur uit de naoorlogse wederopbouwperiode, ontworpen door Piet Zanstra.                                                                                  |
| Hoek met de Lijsterbesstraat                                   | Tramremise Lijsterbesstraat sinds 1906, uitgevoerd in art-nouveau. |
| 627a                                                           | Bethlehemkerk (oorspronkelijk van Nederlands-hervormde signatuur, nu opgegaan in de PKN), in 1929-1931 gebouwd door het architectenbureau van Meischke en Schmidt, met van verre zichtbare toren.                          |
| Zuidwestelijk einde (ingangen en adressen aan de Landréstraat) | Zeer lang geel-wit gebouw, ontworpen door Jan Wils en Fop Ottenhof, met 300 appartementen in zes woonlagen uit de jaren zestig, met een bocht uitlopend naar de Kijkduinsestraat. Bijnaam: "de Chinese muur (flatgebouw)". |

## Sport
Vanaf 2003 werd er herhaaldelijk een hardloopwedstrijd gehouden, de Laan van Meerdervoort Loop over 10 kilometer, waarvan de organisatie de laan aanprijst als niet alleen maar de langste en bekendste laan van Europa, maar tevens de sportiefste. De eerste editie van de Laan van Meerdervoort Loop in 2003 vond plaats om het 90-jarige bestaan van de atletiekvereniging Haag Atletiek luister bij te zetten. Na reacties van deelnemers, de gemeente Den Haag en vele betrokkenen werd in 2006 besloten daaraan een vervolg te geven.